# Museo Luis Adolfo Noboa Naranjo
El Museo Luis A. Noboa Naranjo, también conocido por su acrónimo Museo LANN, es un museo de la ciudad de Guayaquil, Ecuador. Exhibe la colección privada de pinturas del fallecido empresario ecuatoriano, Luis Noboa Naranjo, que representan una significativa muestra de los más importantes pintores contemporáneos ecuatorianos, con quienes había cultivado amistad. Fue creado el 25 de enero de 2006 por Álvaro Noboa, heredero de la colección. 
El museo consta de 10 salones que presentan 97 obras de arte. Asimismo, se exhibe la oficina privada que tenía el empresario en el primer piso de la Exportadora Bananera Noboa. Entre las obras de arte de su colección, se destacan los tres murales de Manuel Rendón, las pinturas de la Escuela Quiteña, las de Oswaldo Guayasamín, Eduardo Kingman, Humberto Moré, Carlos Catasse, Ricardo Montesinos, Segundo Espinel, Luis Miranda, Oswaldo Viteri y otros.
El Museo LANN ofrece programas de visitas guiadas para las escuelas y colegios de la ciudad, se incluyen exhibiciones públicas permanentes, exposiciones temporales y concursos de pintura.

## Bienal de Pintura Luis A. Noboa Naranjo

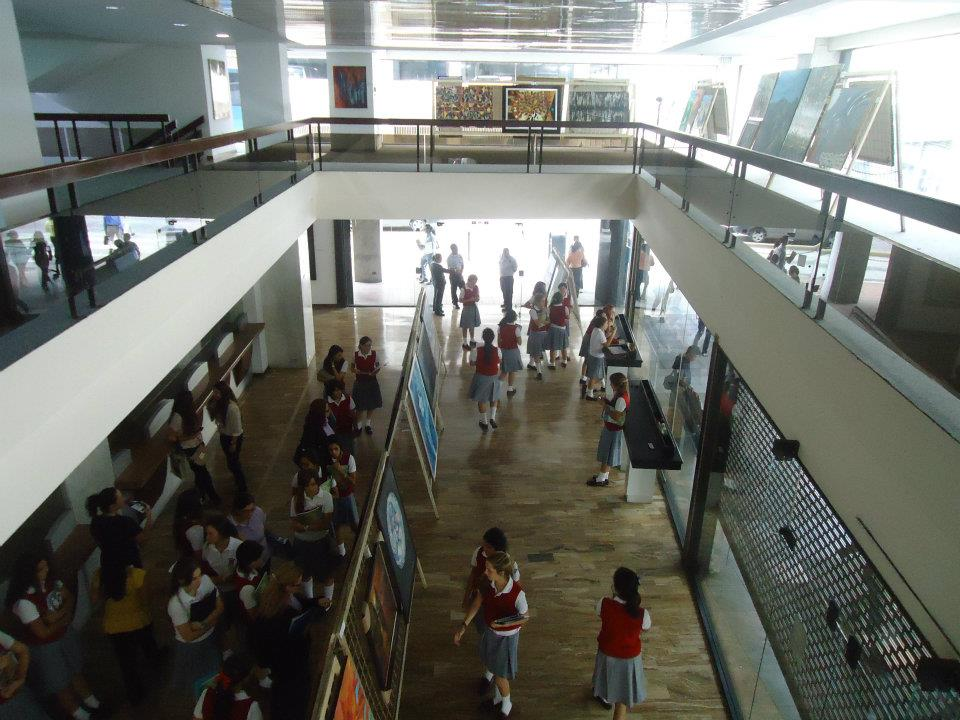
Interiores del museo.

Para recordar el natalicio de Luis A. Noboa Naranjo y para fomentar el arte y la cultura en Ecuador, el 1 de abril de 2008, se realizó la primera bienal de pintura que lleva su nombre, que convocó a pintores nacionales y extranjeros residentes en Ecuador. Debido a la acogida de la primera bienal, el museo invitó en octubre de 2009 a la segunda bienal, que realizó una convocatoria internacional, que se realizó en marzo de 2010 y contó con un jurado conformado por artistas nacionales e internacionales. El 4 de abril de 2012 se inauguró la Tercera Bienal de Pintura Luis Adolfo Noboa Naranjo con la participación de 200 cuadros de 20 países y 14 provincias del Ecuador.

## Exhibiciones anteriores
- Abril 2008 - I Bienal de Pintura, con cerca de 239 cuadros de 150 pintores nacionales y foráneos.
- Junio 2009 - Exposición "Enfoques" - Obras ganadoras de la I Bienal de Pintura.
- Sept. 2009 - Exhibición "Enlaces" - Apoyo al talento de artistas plásticos nacionales.
- Oct.  2009 - Exhibición fotográfica "Pecado Original" de la Artista guayaquileña Ivette Ruiz.
- Nov.  2009 - Exhibición Pictórica "Hiperboleando" del artista Alex Chabes.
- Nov.  2009 - Exposición "3 Pintores" de los artistas César Augusto, Luis Portilla y Luis Beltrán.
- Nov.  2009 - Exposición "Caminos del arte" - 150 obras de niños y adolescentes de la Fundación Hilarte.
- Marzo 2010 - II Bienal Internacional de Pintura.
- Septiembre 2010 - Exposición "Luz" del artista plástico, Eloy Cumbet.
- Noviembre 2010 - Exposición "Caminos del arte" - 150 obras de niños y adolescentes de la Fundación Hilarte.
- Noviembre 2010 - Exhibición fotográfica "Sensualidad en el deporte" de los artistas ecuatorianos, Joshua Degel y Jorge Itúrburu.
- Enero 2011 - Exposición "De las ucuyayas al universo en un cascarón de nuez" del artista ecuatoriano, Ricardo Montesinos.